# Đội tuyển bóng đá bãi biển quốc gia Bờ Biển Ngà
Đội tuyển bóng đá bãi biển quốc gia Bờ Biển Ngà đại diện Bờ Biển Ngà ở các giải thi đấu bóng đá bãi biển quốc tế và được điều hành bởi FIF, cơ quan quản lý bóng đá ở Bờ Biển Ngà.

## Đội hình hiện tại
Chính xác tính đến tháng 9 năm 2013:
Ghi chú: Quốc kỳ chỉ đội tuyển quốc gia được xác định rõ trong điều lệ tư cách FIFA. Các cầu thủ có thể giữ hơn một quốc tịch ngoài FIFA.
| Số | VT | Quốc gia | Cầu thủ              |
| -- | -- | -------- | -------------------- |
| 1  | TM |          | Yaya Bakayoko        |
| 2  | TĐ |          | Landry Djimi         |
| 3  | HV |          | Isaac Beda           |
| 4  | TĐ |          | Guy Djedjed          |
| 5  | HV |          | Lacine Diomande      |
| 6  | HV |          | Mamadou Diarrassouba |

| Số | VT | Quốc gia | Cầu thủ            |
| -- | -- | -------- | ------------------ |
| 7  | TĐ |          | Bile Kablan        |
| 8  | TĐ |          | Moustapha Sakanoko |
| 9  | TĐ |          | Kouassitchi Daniel |
| 10 | TĐ |          | Thierry Bahi       |
| 11 | TĐ |          | Eric Tchetche      |
| 12 | TM |          | Armand Kouadio     |

Huấn luyện viên: Lohognon Soro

## Thành tích
- Thành tích tốt nhất tại Giải vô địch bóng đá bãi biển thế giới: Hạng 11
  - 2009
- Thành tích tốt nhất tại Giải vô địch bóng đá bãi biển châu Phi: Á quân
  - 2009